# Hypsée
Dans la mythologie grecque, Hypsée, fils du dieu fleuve Pénée et de la naïade Créuse,, est roi de Lapithes.
Il est le père de Thémisto et de Cyrène.

## Sources
1. ↑  Pindare, Odes [détail des éditions] (lire en ligne), Pythiques, IX, 16.
2. ↑  Diodore de Sicile, Bibliothèque historique [détail des éditions] [lire en ligne], IV, 69, 1.
3. ↑  Diodore, IV, 81, 1.